# (22338) Janemojo
(22338) Janemojo (1992 LE) – planetoida z pasa głównego asteroid okrążająca Słońce w ciągu 4,91 lat w średniej odległości 2,89 j.a. Odkryta 3 czerwca 1992 roku.